# لوسيو فاغنر
لوسيو فاغنر هو لاعب كرة قدم برازيلي في مركز ظهير ‏، ولد في 15 يونيو 1976 في ريو دي جانيرو في البرازيل. شارك مع منتخب بلغاريا لكرة القدم. أما مع النوادي، فقد لعب مع أتلتيكو يوفنتوس وألفيركا وبوتافوغو ريغاتاس وليفسكي صوفيا ونادي إشبيلية ونادي إيرتيش بافلودار ونادي بنفيكا ونادي تشيرنو مور فارنا ونادي ريو برانكو ونادي كورينثيانس ألاغوانو ونادي ناوتيكو.

## وصلات خارجية
- لوسيو فاغنر على موقع الاتحاد الدولي (مؤرشف)  (الإنجليزية)
- لوسيو فاغنر على موقع قاعدة بيانات كرة القدم.إي يو (الإنجليزية)
- لوسيو فاغنر على موقع ناشيونال فوتبول تيمز (الإنجليزية)
- لوسيو فاغنر على موقع Soccerway.com (الإنجليزية)
- لوسيو فاغنر على موقع عالم كرة القدم.نت (الإنجليزية)